# Gelbgestreifter Erlen-Spanner
Der Gelbgestreifte Erlen-Spanner (Hydrelia flammeolaria), auch Gelbgewellter Erlen-Blattspanner oder Kätzchenspanner genannt, ist ein Schmetterling (Nachtfalter) aus der Familie der Spanner (Geometridae).

## Merkmale
Die Falter haben eine Flügelspannweite von 17 bis 18 Millimeter (16 bis 20 Millimeter). Die Vorderflügel sind hellgelb und haben zahlreiche ockergelbe oder orangebraune, stark gewellte bis gezackte, verhältnismäßig breite Querlinien sowie einem kleinen braunen Diskalfleck. Der Saum weist keine Linien oder Monde auf. Die Dicke und die Farbe der Querlinien können etwas variieren. Bergmann deutet die Formen mit breiten Querlinien, die zu Binden verschmelzen und die Grundfarbe weitgehend überdecken (f. confluens Hoffmann) als Feuchtigkeitsformen. Bei den Trockenheitsformen sind die Linien schärfer gezeichnet und etwas blasser.

### Raupe und Puppe
Die schlanke Raupe ist annähernd zylinderförmig und hat deutliche Segmenteinschnitte. Sie ist hellgrün gefärbt, die Segmenteinschnitte sind weißlich.

## Geographische Verbreitung und Lebensraum
Die Art ist von der Iberischen Halbinsel und den Britischen Inseln im Westen über Mittel- und Osteuropa, Sibirien bis in den Russischen Fernen Osten, Nordostchina und Japan verbreitet. Die Nordgrenze der Verbreitung verläuft durch das nördliche Fennoskandien, die Südgrenze über das südliche Südeuropa bis zum Balkan.
Die Art bevorzugt feuchte Laubwälder, aber auch trockene Wälder und Gebüsche, Hecken und Gehölzstreifen an kalkreichen Hängen, felsige Halbtrockenrasen und Steppenheiden. Sie kommt auch in Gärten und Parklandschaften vor. In den Alpen steigt die Art bis auf 1600 Meter an. (bzw. 2000 Meter).

## Lebensweise
Der  Gelbgestreifte Erlen-Spanner bildet eine Generation pro Jahr, deren Falter in Mitteleuropa von Mitte Mai bis Anfang August (Schwerpunkt Mitte Juni bis Mitte/Ende Juli) fliegen. Die Falter sind nachtaktiv und ruhen tagsüber in der Vegetation, können aber leicht aufgescheucht werden. Nachts kommen sie zum Licht. Die oligophagen Raupen ernähren sich hauptsächlich von Erlenblättern (Alnus). An der Unterseite der Blätter spinnen sie Fäden vom Blattstiel bis zur Blattspitze, sodass das Blatt etwas gebogen wird. Die Raupen verstecken sich tagsüber lang ausgestreckt entlang der Mittelrippe zwischen den Fäden und der Blattunterseite. Nachts kommen sie aus diesem Versteck bzw. werden aktiv und fressen das weiche Blattmaterial zwischen den Seitenrippen. In der Literatur werden folgende Raupennahrungspflanzen genannt: Grau-Erle (Alnus incana), Ahorne (Acer), namentlich Spitzahorn (Acer platanoides), Feldahorn (Acer campestre), Birken (Betula), Linden (Tilia), Rotbuche (Fagus sylvatica), Sal-Weide (Salix caprea).
Die Puppe überwintert.

## Systematik und Taxonomie
Die Art wurde von als Phalaena flammeolaria erstmals wissenschaftlich beschrieben. Sie wird heute allgemein zur Gattung Hydrelia Hübner, 1825 gestellt. In älteren Arbeiten ist die Art auch unter dem jüngeren Synonym Geometra luteata Denis & Schiffermüller, 1775 zu finden (z. B. bei Eckstein).
Aufgrund der Variabilität scheidet Leraut (2009) folgende formae aus:
- f. confluens Hoffmann, 1917: die mittleren Querlinien fließen unterhalb der Mitte zu einer Binde zusammen
- f. luteosignata Lempke, 1950: auf dem Vorderflügel sind die Querlinien dunkelgelb anstatt gelbbraun, daher sind diese Exemplare weniger kontrastreich
- f. brunneosignata Lempke, 1969: die Querlinien sind dunkelbraun anstatt gelbbraun
- f. fasciata Lempke, 1969. die Querlinien begrenzen ein breites Querband auf Vorder- und Hinterflügeln.

## Gefährdung
Die Art ist weit verbreitet und gebietsweise häufig. Sie gilt in Deutschland als nicht gefährdet.